# Final Fight (jogo eletrônico)
Final Fight (ファイナルファイト - Fainaru Faito) é um jogo eletrônico beat-'em-up side-scrolling originalmente lançado pela Capcom como um arcade em 1989, um dos jogos mais famosos para esse estilo de jogo. Foi o sétimo jogo lançado pela Capcom para seu sistema de arcade CPS-1 (CAPCOM System 1). O jogador assume um dos três "mocinhos" para tentar resgatar uma jovem mulher capturada pela gangue de rua chamada "Madmociad Gear", que coincidentemente é filha de Mike Haggar, um dos personagens que o jogador pode escolher e que também é prefeito da cidade em que o jogo se passa (Metro City). Quando o jogo foi oficialmente idealizado ele seria lançado como uma sequência para o jogo Street Fighter original, e se chamaria Street Fighter '89, mas o jogo teve o seu título alterado por causa da grande diferença de estilo entre os dois jogos (Mesmo assim o jogo possui ligações com a série Street Fighter, e junto com o primeiro jogo da série, foi os precursores da série Street Fighter da Capcom), partindo de um jogo de luta comum a um jogo de ação side-scrolling como Double Dragon ou Golden Axe. Final Fight foi portado para diversas plataformas, como o Super Nintendo e o Sega CD, desde o seu original jogo a base de moedas (nos fliperamas). Final Fight foi seguido por uma série de sequências que foram produzidas principalmente para o mercado de consoles domésticos (Super Nintendo) e alguns dos personagens do jogo iriam re-aparecer posteriormente em jogos da série Street Fighter.

## Jogabilidade
Final Fight pode ser jogado por um ou dois jogadores simultaneamente, em que cada jogador controla um personagem diferente. Antes do jogo começar, o jogador escolhe entre os três personagens principais, Guy, Cody e Haggar, cada um com seu próprio estilo de luta e atributos, bem como habilidades únicas que são explicadas durante o decorrer do jogo: Guy pode saltar por cima das paredes e dar um "chute em triângulo", Cody pode usar a faca de perto contra os inimigos sem jogá-la, e Haggar tem mais movimentos de luta que os outros personagens e pode mesmo se mexer enquanto agarra um adversário.
Os controles consistem em um joystick de oito direções e três botões, um para atacar, um para saltar e outro para se livrar de agarrões dos inimigos. O personagem do jogador pode mover-se em qualquer uma das oito direções, mas pode apenas atacar para esquerda e para a direita, como na maioria dos beat'em ups. O jogador pode executar uma variedade de ataques, tanto no solo como no ar, dependendo da combinação dos botões do joystick. Por exemplo, se o jogador atingir o inimigo com apenas um golpe, ele pode dar um segundo ou até um terceiro golpe, até que o inimigo caia no chão. O jogador pode agarrar um inimigo, permitindo assim que ele golpei ou lance seu adversário. Pressionando o botões de ataque e o botão de salto ao mesmo tempo, o jogador pode realizar um ataque especial conhecido como "deathblow", que pode atingir todos os inimigos em volta, mas ele drena uma porção de vida do jogador que o usar. Este golpe é ideal para se livrar de situações onde esteja cercado por grande número de inimigos.
Além dos golpes regulares, o jogador pode usar armas que são encontradas, destruindo certos objetos como barris, tambores de óleo, e caixas; ou ainda roubando de um certo inimigo. As armas disponíveis incluem uma faca, um cano de aço, e uma espada. A faca pode apenas ser jogada em inimigos (a menos que o jogador tenha escolhido Cody, como mencionado acima), enquanto o cano e a espada podem ser usados repetidamente. O jogador pode manter sua arma até que seja desarmado pelo inimigo ou passe para um próxima área. Além de armas, o jogador pode obter itens de comida para reabastecer a vida de seu personagem, ou outros itens bônus como jóias e dinheiro para aumentar sua pontuação. Dependendo do ajustamento do interruptor do jogo, o jogador pode adquirir vidas extras quando obtem certas pontuações.
Final Fight consiste em seis estágios ou "rounds", bem como rodadas bônus. Cada round leva a um diferente local em Metro City, como os suburbios e o metrô, com muitos rounds apresentando mais de um nível. Ao longo de cada estágio, o jogador irá encontrar vários tipos de personagens inimigos que vão desde punks e motociclistas a utilizadores de facas e lutadores profissionais. O jogo mostra a energia restante, não só a do jogador, mas também a dos inimigos enfrentados. No final de cada round o jogador enfrenta um personagem chefe único para essa rodada.
Embora o jogo apresente inovações, tais como o indicador da energia restante e série de golpes com finalização, igualmente possui problemas quanto a equidade de ataque e defesa dos protagonistas em relação aos inimigos. Um exemplo, é a desproporcional redução de energia dos golpes em relação à dos inimigos, onde não raro um golpe de um inimigo reduz a metade ou mais da energia do protagonista, ao passo que uma série completa de golpe contra um inimigo, muitas vezes sequer diminui 1/5 da energia. Outro exemplo, quando muitos inimigos estão na tela, em muitas situações, dada as limitações de velocidade de movimento, salto e golpe, necessariamente os protagonistas serão atingidos, independentemente da destreza do jogador. Outra situação diz respeito a golpes desferidos pelos inimigos que, em determinadas situações são indefensáveis, como a cabeçada em corrida de G. Oriber, Bill Bull e Wong Who e o ataque de saltar sobre o jogador caído da família Andore, onde dependendo do timing não é possível sequer executar o "deathblow".
Por outro lado, após caírem, Bred, Dug, Jake e Simmons desfrutam de um período de invencibilidade, ao permanecerem ajoelhados em recuperação. No caso da família Andore, após a caída destes e imediatamente antes de se levantarem, dificilmente o protagonista conseguirá atingi-los, mesmo "pré-desferindo" repetidos golpes. Finalmente,alguns chefes possuem pouca ou mínima "janela de ataque", como Rolento, Abgail e Belger, quando e apenas em determinados momentos se é possível efetivamente agredi-los ou agarrá-los, embora o protagonista possa ser atacado em qualquer situação.

## Enredo
Final Fight é rodado na metrópole fictícia americana de Metro City, onde um ex-lutador profissional chamado Mike Haggar é eleito prefeito, prometendo lidar com os problemas criminais da cidade em sua campanha. A gangue Mad Gear, a organização criminosa dominante na cidade, sequestra a filha de Haggar dizendo que se ele não entregar o seu cargo, a sua filha, Jessica, irá sofrer as consequencias. Contando com a ajuda de Cody, namorado de Jessica e um mestre em artes marciais, bem como um amigo de Cody, Guy um mestre em Ninjutsu que também é amigo de Jessica, Haggar opta então a lutar pela sua filha em vez de entregar o seu cargo.
Final Fight, junto com o primeiro Street Fighter, são os dois principais jogos da formação do enredo da série Street Fighter, onde muitos personagens são usados em jogos atuais e citados na história de alguns deles, direta ou indiretamente.

## Desenvolvimento
Yoshiki Okamoto cita a versão arcade de Double Dragon II: The Revenge como a sua base para a Final Fight. Final Fight foi originalmente mostrado em feiras sob o título de Street Fighter '89. De acordo com Okamoto, a divisão de vendas da Capcom havia solicitado originalmente uma sequela de Street Fighter, por isso, sua equipe decidiu promover o jogo como uma sequela Street Fighter em feiras (tanto que os personagens principais eram referidos como "ex-Street Fighters"). O título foi mudado para Final Fight antes de seu lançamento oficial após o feedback dos operadores afirmando que o jogo não era nada parecido com Street Fighter.
Segundo os desenvolvedores, muitos elementos do jogo e seu enredo foram inspirados pelo filme Streets of Fire de 1984. Muitos membros da equipe de produção são os fãs do filme. Um dos principais personagens do jogo, Cody, foi mesmo inspirado pelo herói do filme, Tom Cody, que foi interpretado pelo ator Michael Paré. A história do filme também lidou com o sequestro de uma mulher jovem e atraente por uma gangue de uma cidade. A gangue de rua enfrenta pelo jogador, a Mad Gear Gang, teve o seu nome tirado de um jogo de corrida lançado em 1987 pela Capcom. O jogo foi lançado como Led Storm fora do Japão. Muitos dos personagens tiveram nomes inspirados em músicos dos anos 1980 rock como Axl Rose, Slash, Gene Simmons, (Sid) Sid Vicious, (Billy) Billy Idol, (Abigail, em homenagem ao segundo álbum de King Diamond) King Diamond, Roxy Music e Poison, assim como em outro jogo, Forgotten Worlds. Hugo Andore, outro chefão notável, foi baseado em Andre the Giant.
A trilha sonora foi o trabalho de sete compositores som: Manami Matsumae, Yoshihiro Sakaguchi, Harumi Fujita, Junko Tamiya, Yasuaki Fujita (em seu primeiro trabalho para Capcom), Hiromitsu Takaoka, e Yoko Shimomura. Apesar disso, Sakaguchi é o único compositor creditado no jogo (como Youkichan's Papa"). Os outros seis foram confirmados como tendo trabalhado em Final Fight em 2014, quando o selo Clarice Disk da City Connection lançou o Final Fight Original Sound Collection que contou com as trilhas sonoras originais para os três jogos Final Fight originais e seus ports.

## Heróis

### Guy
Guy é o personagem mais popular da série Final Fight. Ele é conhecido por usar um traje laranja usado na primeira série do Final Fight. Guy é o mais veloz dos três protagonistas, e geralmente ataca com voadoras. É o que se dá melhor ao usar katanas. Também participa de toda a série Street Fighter Zero, conhecida nos EUA como Street Fighter Alpha e Super Street Fighter IV.

### Cody Travers
Um habilidoso lutador de rua, amigo de Guy e namorado de Jessica. É caracterizado por ser loiro, trajar calça jeans e camisa branca. É o personagem mais equilibrado entre os heróis, não tão forte quanto Haggar, mas também não tão rápido quanto Guy. Dos personagens é o melhor com as facas, sendo ele o único capaz de atacar os inimigos com elas sem atirá-las. Participa da série Street Fighter, no jogo Street Fighter Zero 3 ou nos EUA Street Fighter Alpha 3 e Super Street Fighter IV como um ex-presidiário. Em Street Fighter V, retorna como o novo prefeito de Metro City. Neste último, seu traje principal é uma roupa social sem o paletó e entre os trajes que podem ser compradas estão o usado Final Fight, o uniforme de presidiário de SFA3/SSFIV e também o traje de Mike Haggar em Final Fight, com sapatos marrons e calças bastante largas que são seguradas apenas pelos suspensórios.  

### Mike Haggar
O prefeito de Metro City, pai de Jessica e um habilidoso lutador de luta livre. É caracterizado por ser fisicamente o mais forte dos heróis e trajar apenas uma calça e nenhuma camisa. Apesar de ser o mais forte, Haggar é o mais lento. Haggar é o melhor ao usar canos e bastões. Ele também aparece como um dos personagens selecionáveis de Marvel vs. Capcom 3: Fate of Two Worlds, Ultimate Marvel vs. Capcom 3 e Marvel vs. Capcom: Infinite, nos jogos da série de luta livre Saturday Night Slam Masters e Ring of Destruction Slam Masters II e também em Puzzle Fighter, jogo lançado em 2017 para dispositivos móveis.

## Inimigos
Nota: A maioria dos nomes dos inimigos são relacionados a bandas e/ou nomes de personalidades do hard rock/glam rock. Os jogos seguintes não tem homenagens, possivelmente devido a queda desses gêneros musicais nos anos 90, dando lugar ao grunge e ao rock alternativo.

### Comuns
- Bred, Dug, Jake e Simmons: São os inimigos mais comuns. Não são muito velozes e, após caírem no chão, ficam tontos antes de se levantarem, o que os deixa à mercê do jogador. Seus ataques são socos, chutes e joelhadas, porém Jake e Simmons, os mais fortes deste grupo, possuem chutes voadores. Os nomes são relacionados a várias personalidades do rock, como Gene Simmons do Kiss, por exemplo.

- J e Two P.: Dois punks, bem mais rápidos e menos fortes do que os do grupo de Bred. J é o punk de cabelo e roupa amarelos e Two P. possui cabelos e roupa de cor laranja. Seus ataques são apenas socos muito rápidos. O nome "Two P." é em homenagem a outro jogo da Capcom: Forgotten Worlds, que é o segundo jogador (Como o próprio nome diz, uma vez que o P é a abreviação de Player).

- Axl e Slash: São um pouco lentos, porém muito fortes. Sua principal característica é se defenderem (bastante) dos ataques do jogador, menos se este os atacar com armas. Seus ataques são golpes com as mãos e chutes, que sempre causam grande prejuízo à energia do jogador. Os nomes são em homenagem ao vocalista e ao antigo guitarrista solo da banda Guns N'Roses, Axl Rose e Slash, respectivamente.

- Holywood e El Gado: São inimigos rápidos e perigosos. Possuem várias táticas de ataque, como socos e rasteiras rápidas que às vezes surpreendem o jogador, e também dispõem de um arsenal de facas infinito. Podem arremessar facas, esfaquear o jogador e executar um grande salto acima da cabeça do personagem do jogador, esfaqueando-o. Há uma outra versão de Holywood, bem mais fraca, onde o vilão usa roupas vermelhas e arremessa coquetéis molotov em lugar de facas.

- Roxy e Poison: As únicas integrantes femininas da gangue. Podem escapar dos ataques do jogador saltando para trás. Seus ataques são socos, chutes e chutes voadores (estes dois últimos causam grande prejuízo à energia do jogador). Há uma controvérsia: na história original japonesa, ambas são transexuais, mas na versão americana este detalhe foi censurado. Quando são atacadas por socos, não são acrescentados pontos ao placar do jogador. Poison é em homenagem a banda de mesmo nome.

- G. Oriber, Bill Bull e Wong Who: Se caracterizam por serem bem gordos. Seus ataques são cabeçadas e chutes, mas o golpe que mais causa dano à energia do jogador é quando atacam correndo com cabeçadas.

- Família Andore (Andore Jr., Andore, Andore Father, Andore Grand-Father e Andore Uncle): São personagens gigantes com trajes parecidos com os de homens das cavernas, que lutam ao estilo da luta livre. Seus ataques incluem socos, estrangulamentos, a técnica pilão, atacar correndo e saltar sobre o jogador caído, e além de tudo a energia destes personagens é retirada muito devagar. Andore, que traja uma roupa cor de rosa, é o Hugo Andore de Street Fighter 3. os outros andores são: Andore Jr.(possivelmente irmão menor de Hugo, que traja uma roupa vermelha), Andore Father(pai de Hugo e Junior, traja uma roupa amarelada), Andore Uncle(tio de Hugo e Junior, traja uma roupa preta) e Andore Grand-Father(avô de Hugo e Junior, traja uma roupa azul-escura). O nome é em homenagem ao falecido lutador de Luta Livre André the Giant, sendo o nome Andore a pronúncia para Andre ou André.

### Chefes
- Damnd (Thrasher): O primeiro dos chefes, um traficante residente das favelas de Metro City que é exatamente o membro da gangue que sequestra Jessica e faz contato com Haggar via telefone. Seus golpes são socos e chutes voadores. Ao perder parte de sua energia, se retira e pede ajuda a outros membros da gangue e instantes após a chegada de sua ajuda, retorna até o jogador com um chute voador.

- Sodom: O segundo chefe, bem mais perigoso que o primeiro. Seus golpes incluem socos, golpes com suas duas espadas que causam grandes prejuízos, corridas muito rápidas com e sem espadas. Sodom também tem a maior resistência a golpes em todo o jogo. Após Sodom deixar cair suas espadas, elas ficam soltas e disponíveis para o jogador usar, porém é Guy o herói que melhor sabe usá-las. Sodom também participa da série Street Fighter Zero (alpha). O nome é em homenagem a banda de Thrash Metal alemão de mesmo nome.

- Edi.E: Um policial corrupto, membro da gangue Mad Gear e terceiro chefe do jogo. Seus ataques são golpes com seu porrete e tiros com sua arma de fogo, que causam prejuízos enormes à energia do jogador. Outro fato curioso é que antes da luta, Edi.E, cospe o chiclé que está mascando, sendo que pegando tal item, este recupera a energia do jogador, o equivalente ao itens: Hamburguer, Curry, Sushi, Hot Dog, etc..  Outra boa dica é que se tal item for pego com a energia cheia, o mesmo acrestentará incríveis 42910 pontos ao placar do jogador.

- Rolento: O quarto chefe, um habilidoso e velocíssimo soldado boina vermelha. Seus ataques são chutes voadores, golpes com seu bastão, agarrões e granadas. Rolento também participa da série Street Fighter Zero (alpha).

- Abigail: O penúltimo chefe do jogo. Sua aparência é quase idêntica à dos Andores e seu estilo de luta é o mesmo deles(o que sugere que Abigail é possivelmente um parente distante dos mesmos), porém Abigail pode agarrar e atacar o jogador com muito mais facilidade e não é tão fácil de ser atacado apenas com socos. Seus ataques são socos, agarrões seguidos de arremessos e sua técnica mais poderosa: Quando Abigail fica furioso, torna-se vermelho e corre em direção ao jogador, e ao atacá-lo causa um enorme prejuízo. O nome Abigail é uma referência ao disco mais famoso do King Diamond, vocalista de Heavy Metal, e o personagem usa a mesma maquiagem que ele.

- Belger: O último chefe do jogo, líder supremo da organização criminosa. Um sujeito que aparece numa cadeira de rodas, trazendo Jessica em seu braço. Seus ataques são apenas um arsenal infinito de arpões, que acabam rapidamente com a energia do jogador e até mesmo dos próprios membros da gangue que os receberem.

## Cenário/Fases

### Metro City
A metrópole conhecida como "Metro City" é o cenário onde se desenvolve a trama e o desenrolar das fases da maioria dos jogos da série Final Fight. Ela é nitidamente inspirada em metrópoles de filmes americanos sobre gangues dos anos 70/80 como The Warriors (1979) e Ruas de Fogo (1984).

### Localidades/Fases
Vistos em Final Fight, o primeiro jogo da série:
- Slum (Subúrbio/Periferia)

"Slum" é área mais pobre e afastada da cidade. Construções depredadas e abandonadas, latas de lixo e entulhos por toda parte compõe o cenário desta região de Metro City. O final desta área dá acesso ao Metrô (Subway). Slum é também o primeiro estágio do jogo e o chefe desta fase é Damnd.
- Subway, Park (Estação de Metrô, Parques)

"Subway", o Metrô, liga Slum, a área pobre, ao Parque (Park) e a Zona Oeste (West Side). Há vestígios e marcas de depredações na estação e nos trens. Na estação que dá acesso ao Slum há também uma cabine telefônica. Os túneis do Metrô, dá acesso secretamente a uma espécie de ringue, onde ocorrem lutas clandestinas. Subway é o segundo estágio do jogo e o chefe desta fase é Sodom.
"Park", é a área de saída da estação de Metrô, e mostra um posto de combustível com janelas e fachada desgastadas, pneus empilhados e uma área verde ao fundo.
Área Bônus 1: Park é primeira área bônus do jogo onde há um carro, tipo sedan para ser destruído. Após a conclusão da fase, descobre-se que o carro era do membro de gangue chamado Bred que aparece chorando e dizendo: "Oh! My God!".
Subway e Park se conectam com West Side.     
- West Side (Zona Oeste)

"West Side", é a área mais badalada, a "área noturna" da cidade. Há muitas luzes, bares e restaurantes. Logo no início da região, já aparece um restaurante conjugado com um bar e, secretamente neste ambiente, há um ringue clandestino. Esta arena se encontra, aparentemente, nos andares superiores deste estabelecimento. Nas alamedas ao fundo, além das várias luzes, aparecem também arquiteturas e letreiros em escritos japoneses, dando a entender que esta área abriga também um "bairro oriental". West Side é o terceiro estágio do jogo e o chefe desta fase é Edi.E.
- Industrial Area (Área Industrial)

"Industrial Area", é a área onde fica o "pólo industrial" da cidade. No início desta área há uma indústria que parece ser um tipo de siderúrgica. Nesta indústria, há várias salas, escritórios e um elevador externo. Industrial Area é o quarto estágio do jogo e o chefe desta fase é Rolento.
Área Bônus 2: Nesta indústria, o elevador externo, dá acesso a uma grande sala que parece ser um depósito de vidro. Esta sala é a segunda área bônus do jogo, onde deve destruir todos os vidros da sala.
Industrial Area se conecta com Bay Area.
- Bay Area (Área da Baía)

"Bay Area" é a área litorânea da cidade. De acordo com o mapa, esta região costeira, se encontra ao extremo leste da cidade, defronte ao Oceano Atlântico. A aparência geral da "Área da Baía" é de uma enorme praça, com muitas árvores, bancos de praça e um chão de tijolos com gramado em volta da costa protegido por cercas de metal. Há 3 cabines telefônicas no local. Existe também banheiros públicos e uma área de estacionamento de motocicletas. Os bancos e os banheiros da baía estão drasticamente depredados. No início de Bay Area é possível ver parte do outro lado da cidade em meio as águas, mas a medida em que se chega ao extremo leste da baía, a paisagem vai mudando, dando maior visibilidade para o mar, até que enfim, é possível ver a Estátua da Liberdade em meio ao oceano. Bay Area é o quinto estágio do jogo e o chefe desta fase é Abigail.
- Up Town (Cidade Alta)

"Up Town" é a parte rica da cidade, onde o verdadeiro chefe da Mad Gear se esconde e mantém Jessica refém. Além do comércio altamente sofisticado, o local é cheio de arranha-céus luxuosos, e é num desses que a batalha final acontece. Up Town é o sexto estágio do jogo e o chefe desta fase é Belger.

## Jogos da série Final Fight
- Final Fight 2 (1993)
- Mighty Final Fight (1993)
- Final Fight 3 (1995)
- Final Fight Revenge (1999)
- Final Fight: Streetwise (2006)